# L'Horreur dans le cimetière
L'Horreur dans le cimetière est le titre français du deuxième tome d'une anthologie regroupant les travaux de l'auteur américain H. P. Lovecraft comme nègre littéraire, publiée à l'origine aux États-Unis en 1970 en un seul volume intitulé The Horror in the Museum and Other Revisions, lequel est composé de 20 nouvelles réunies par August Derleth.
En France, les deux volumes sont publiés aux éditions Christian Bourgois en 1975, avec une traduction de Jacques Parsons.
Cette deuxième partie de l'anthologie était titrée à l'origine L'Horreur dans le musée, tome 2. Pour la première partie voir : L'Horreur dans le musée.

## Les révisions de Lovecraft
Selon Francis Lacassin, dans l'introduction de l'anthologie, les révisions de Lovecraft se répartissent en trois groupes, suivant le degré d'intervention de l'auteur :
- Lovecraft corrige le style et remanie le texte sans bouleverser sa structure (dans ce volume, la nouvelle-titre de Hazel Heald et celle de Wilfred Blanch Talman).
- L'apport de Lovecraft dans la rhétorique et la thématique fait de lui un véritable coauteur (dans ce volume, les deux textes d'Adolpho de Castro).
- L'apport de Lovecraft est si important que le texte final est très éloigné de celui apporté par le client, faisant de lui le seul véritable auteur (les trois nouvelles de Zealia Bishop).
L'intégralité des révisions de Lovecraft est publiée dans le tome 2 de l'œuvre consacrée à l'auteur dans la collection Bouquins des Éditions Robert Laffont.

## Différentes éditions françaises
- Christian Bourgois, quatrième trimestre 1975.
- France Loisirs, quatrième trimestre 1977.
- Pocket, juin 1984, coll. Littérature - Best. Réédité dans la collection Science-fiction/Fantasy en 1990, 1992, 1998[2].

## Contenu
- August Derleth, Les « Révisions » de Lovecraft (Lovecraft's “Revisions”) 
 Préface
- Francis Lacassin, H.P. Lovecraft : « nègre » littéraire ou accoucheur de talent ? 
 Introduction
- Hazel Heald, L'Horreur dans le cimetière (The Horror in the Burying-Ground) 
Première publication dans Weird Tales, mai 1937
- Adolpho de Castro, Le Dernier Examen (The Last Test)
Première publication dans Weird Tales, novembre 1928
- Adolpho de Castro, L'Exécuteur des hautes œuvres (The Electric Executioner) 
Première publication dans Weird Tales, août 1930
- Zealia Bishop, La Malédiction de Yig (The Curse of Yig)
Première publication dans Weird tales, novembre 1929
- Zealia Bishop, La Chevelure de Méduse (Medusa's Coil)
Première publication dans Weird Tales, janvier 1939
- Zealia Bishop, Le Tertre (The Mound)
Première publication dans Weird Tales, novembre 1940
- Wilfred Blanch Talman, Deux bouteilles noires (Two Black Bottles)
Première publication dans Weird Tales, août 1927
- Francis Lacassin, Bibliographie des « révisions » de H.P. Lovecraft.

- La nouvelle L'Horreur dans le cimetière de Hazel Heald apparaissait dans le premier tome de l'édition originale chez Bourgois. Elle a été transférée dans le tome 2 qui a pris le titre de cette nouvelle lors de la réédition chez Pocket.